# Simeliria juno
Simeliria juno är en insektsart som först beskrevs av William Lucas Distant 1882.  Simeliria juno ingår i släktet Simeliria och familjen spottstritar. Inga underarter finns listade i Catalogue of Life.